# Goldlangur
Der Goldlangur (Trachypithecus geei) ist eine Primatenart aus der Gruppe der Schlankaffen (Presbytini).

## Merkmale
Goldlanguren erreichen eine Kopfrumpflänge von 49 bis 72 Zentimetern, wozu noch ein 71 bis 94 Zentimeter langer Schwanz kommt. Ihr Gewicht beträgt 9,5 bis 12 Kilogramm, sie zählen somit zu den schwereren Vertretern der Haubenlanguren. Die Fellfärbung variiert von cremefarben bis goldgelb, im Winter nimmt sie eher einen Rotstich an. Das dunkle Gesicht ist von langen Haaren umgeben, die an der Oberseite den für die Haubenlanguren typischen Schopf bilden.

## Verbreitung und Lebensraum

Verbreitungsgebiet des Goldlanguren

Goldlanguren sind im Westen des indischen Bundesstaates Assam sowie in Bhutan beheimatet. Ihr Lebensraum sind tropische Wälder.

## Lebensweise
Goldlanguren sind tagaktive Baumbewohner, die sich zum Schlafen in die höheren Schichten der Bäume zurückziehen. Sie leben in Gruppen von 2 bis 12 Tieren, diese setzen sich aus einem oder zwei Männchen, mehreren Weibchen und dem dazugehörigen Nachwuchs zusammen. Die Streifgebiete der einzelnen Gruppen können sich überlappen.
Sie sind Pflanzenfresser, die sich vorwiegend von Blättern und Früchten ernähren. Wie alle Schlankaffen haben sie einen mehrkammerigen Magen zur besseren Verwertung der schwer verdaulichen Pflanzennahrung.
Nach einer rund sechsmonatigen Tragzeit bringt das Weibchen meist im Juli oder August ein einzelnes Jungtier zur Welt.

## Bedrohung
Das Verbreitungsgebiet des Goldlangurs wurde durch Waldrodungen stark verkleinert und zerstückelt, die Zerstörung ihres Lebensraumes stellt die Hauptbedrohung dieser Art dar. Teile ihres Lebensraumes sind heute geschützt, etwa der Manas-Nationalpark. Insgesamt wird die Art von der IUCN als stark gefährdet (endangered) gelistet.

## Systematik
Der Goldlangur bildet zusammen mit dem Kappenlangur und dem Shortridge-Langur die pileatus-Gruppe innerhalb der Gattung der Haubenlanguren. Neben der Nominatform T. g. geei gibt es im nördlichen Bhutan mit T. g. bhutanensis eine zweite Unterart.